# Comunidad de comunas del Valle de Barétous
La Comunidad de comunas del Valle de Barétous (Communauté de communes del vallée de Barétous, en francés) fue una estructura intercomunal francesa situada en el departamento de Pirineos Atlánticos, en la región de Nueva Aquitania.
El uno de enero de 2017 fue disuelta e integrada a la Comunidad de comunas de Haut Béarn.

## Historia
Fue creada el 17 de diciembre de 1990 con la unión de las seis comunas del antiguo cantón de Aramits

## Nombre
Debía su nombre a que las seis comunas forman parte del valle que le da su nombre, situado a su vez en la región aquitana de País de Olorón y de Alto Bearne (Pays d'Oloron et du Haut Béarn, en francés).

## Composición
La comunidad de comunas agrupaba 6 comunas:
| Comuna            | Código INSEE | Cantón                  | Población (2012) | Superficie (km²) | Densidad (hab./km²) |
| ----------------- | ------------ | ----------------------- | ---------------- | ---------------- | ------------------- |
| Ance              | 64020        | Santa María de Olorón-1 | 234              | 10.12            | 23                  |
| Aramits           | 64029        | Santa María de Olorón-1 | 678              | 29.55            | 23                  |
| Arette            | 64040        | Santa María de Olorón-1 | 1068             | 92.23            | 12                  |
| Féas              | 64225        | Santa María de Olorón-1 | 425              | 13.71            | 31                  |
| Issor             | 64276        | Santa María de Olorón-1 | 248              | 23               | 11                  |
| Lanne-en-Barétous | 64310        | Santa María de Olorón-1 | 495              | 41.48            | 12                  |